# Megachile laminopes
Megachile laminopes är en biart som beskrevs av Wu 2005. Megachile laminopes ingår i släktet tapetserarbin, och familjen buksamlarbin. Inga underarter finns listade i Catalogue of Life.